# Ryūō
Pour l’article homonyme, voir Ryūō (homonymie).
Ryūō (竜王町, Ryūō-chō) est un bourg du district de Gamō, situé dans la préfecture de Shiga, au Japon.

## Géographie

### Démographie
Au 1er décembre 2014, la population de Ryūō s'élevait à 12 281 habitants répartis sur une superficie de 44,52 km2.